# Маас, Иван Петрович
Ива́н Петро́вич Маа́с (1825—1892) — архитектор, академик архитектуры Императорской Академии художеств.

## Биография
Учился в Императорской Академии художеств, которую окончил (1851) со званием неклассного художника за программу «Проект частного дома для сдачи в наём». Присвоено звание академика архитектуры (1862).
Архитектор Дерптского учебного округа (1850-е — 1860-е), 1-й Санкт-Петербургской гимназии (1868—1877), архитектор при Управлении Санкт-Петербургского учебного округа (1868—1887), Ярославский губернский архитектор (1887—1892). Работал в Одессе, Угличе. Построил церковь св. Троицы на кладбище в Петергофе, часовни при Охтинском пороховом заводе/ Из зданий, возведенных целиком по его проекту, можно назвать доходные дома на ул. Декабристов, 30 (1871), Кронверкской ул., 4 (1874), газгольдер Общества газового освещения Санкт-Петербурга на Заозерной ул., 3 (1881).
Скончался от чахотки в июле 1892 года в чине статского советника в возрасте 62 лет и по дозволению начальника ярославской губернии его тело было отправлено для погребения в Петергоф.

## Проекты и постройки
- Церковь Троицы Живоначальной на Свято-Троицком кладбище. Петергоф. Ораниенбаумское шоссе, 1 (1870)[5]
- Особняк Лыткиной перестройка. Декабристов ул., 51 (1870)[6]
- Доходный дом. Декабристов ул., 30 (1871)[7]
- Доходный дом перестройка. Гороховая ул., 44 (1871)[8]
- Доходный дом надстройка. 14-я линия ВО, 47 (1872)[9]
- Доходный дом. Кронверкская ул., 4 (1874)[2]
- Доходный дом Р. И. Гетца перестройка правой части (по Сапёрному переулку). Радищева ул., 32, — Сапёрный пер., 23 (1874)[10]
- Доходный дом (надстройка). Сытнинская ул., 8 — Саблинская ул., 12 — Воскова ул., 15-17 (1875)[11]
- Доходный дом (угловая часть) надстройка. Радищева ул., 4 — Солдатский пер., 5 (1875)[2]
- Доходный дом Ф. И. Ротина (надстройка лицевого дома и перестройка). Гороховая ул., 8 — М. Морская ул., 13 (1875—1877)[12]
- Доходный дом Е. Ф. Каретниковой (перестройка). Лиговский пр., 83 (1879)[13]
- Доходный дом (надстройка). Кавалергардская ул., 10 (1880)[14]
- Газгольдер Общества газового освещения Санкт-Петербурга. Заозерная ул., 3 (1881)[15]
- Особняк Н. С. Рыжкина (включение существовавшего дома). Лиговский пр., 127 (1883)[16]
- Доходный дом (перестройка и расширение). Воронежская ул., 3 — ул. Печатника Григорьева, 16 (1883)[2]
- Особняк С. М. Толстого (надстройка). Английская наб., 22 — пер. Леонова, 1 (1884)[2]